# Killzone: Mercenary
Killzone: Mercenary è un videogioco sviluppato da Guerrilla Games e pubblicato da Sony Computer Entertainment. È il quinto capitolo della serie Killzone che è iniziata su PlayStation 2 con Killzone e proseguita con Killzone: Liberation sulla PSP, con Killzone 2 e Killzone 3 su PlayStation 3. Come i suoi predecessori, anche questo capitolo della serie è in esclusiva per una console Sony.
La pubblicazione del gioco è avvenuta a settembre 2013.

## Trama
La trama di Mercenary avviene durante il lasso di tempo che intercorre fra il secondo ed il terzo capitolo della serie.
Arran Danner è un mercenario disposto ad affrontare pericolosissime missioni per denaro. La sua ultima missione lo porta a Vektam City di Diortem per salvare l'ammiraglio ISA Alex Grey dalle forze Helghast. Assieme a lui ci sono Benoit e Ivanov, che combattono la loro strada attraverso un grattacielo dove ella è detenuta. Giunti in cima, scoprono il colonnello Helghast Kratek che cerca di giustiziarla, ma fortunatamente Danner fa irruzione e riesce a trarla in salvo appena in tempo. Lui e Benoit poi si dirigono verso un incrociatore Helghan abbattuto, ma nel tentativo di fuga con la tecnologia delle armi ISA, Ivanov si sacrifica per distruggere la nave.
Diversi anni dopo, il teatro di guerra si sposta verso Helghan, il pianeta natale degli Helghast. Danner disabilita il sistema dei Cannoni ad Arco, al fine di aprire una finestra per permettere alle forze ISA di invadere il pianeta, per poi tentare di salvare l'ambasciatore Vektan e la sua famiglia. Sfortunatamente, costoro sono uccisi nel fuoco incrociato e l'unico a slavarsi è il loro figlio Justus, mentre uno scienziato Helghast e disertore, di nome Savic, riesce a fuggire approfittando del caos creatosi.
Danner attraversa una città vicina in cerca di Savic, salvandolo miracolosamente dalle forze Heghast. Lo scienziato gli rivela che aveva creato un virus come arma in grado di annientare l'intera popolazione di un pianeta e di essere fuggito a causa della sua coscienza. La chiave per renderlo inerte risiede dentro Justus.
Dopo l'estrazione, Danner parte alla volta di un complesso reattore vicino, in modo da lasciare inermi le difese aeree nemiche. Tuttavia, come egli distrugge i reattori, Benoit lo interrompe e lo abbandona sul posto, dicendogli: "Scusa. In fondo si tratta di soldi!". Kratek intercetta la conversazione via radio e riesce a recuperare Danner, rivelandogli che Grey stava progettando di usare il virus per estinguere definitivamente fuori tutta la popolazione Helghast. Il mercenario ritorna all'ambasciata con una squadra commando Helghast e ottiene i codici per il virus. A questo punto, egli scopre che Savic è tenuto lì prigioniero e dovrà scegliere se giustiziarlo o lasciarlo libero.
Danner poi raggiunge una piattaforma mobile su cui è custodito il virus. Una volta intercettatolo, egli lo distrugge, ma ne conserva un campione per Kratek e uccidendo Grey nel processo. Tuttavia, gli esplosivi utilizzati per distruggere il virus, causano una reazione che porta la piattaforma fuori rotta. Blackjack, il venditore di armi Danner, rivela che Benoit intende ottenere la compagnia militare privata che ha assunto Danner e monopolizzare il settore dei mercenari. Gli rivela inoltre che Kratek ha intenzione di tradirlo per avere il virus completato per se stesso.
Danner trova Justus sulla nave, poiché Grey lo aveva portato con sé per completare il virus. Fugge attraverso le forze di Kratek e si fa strada verso la cabina di pilotaggio, dove vede Benoit uccide Kratek con l'intenzione di prendere il virus e venderlo sul mercato nero. Danner uccide Benoit e molti dei suoi mercenari dopo una lotta estenuante e riesce a fuggire poco prima che un'esplosione nucleare distrugga Pirro: la capitale Helghan.
Blackjack cancella le identità Danner e Justus che fuggono verso la salvezza. Nella sequenza finale, egli osserva che la vendita di farmaci anti-radiazioni in seguito alla detonazione nucleare è terminata.